# Emigrações francesas (1789-1815)

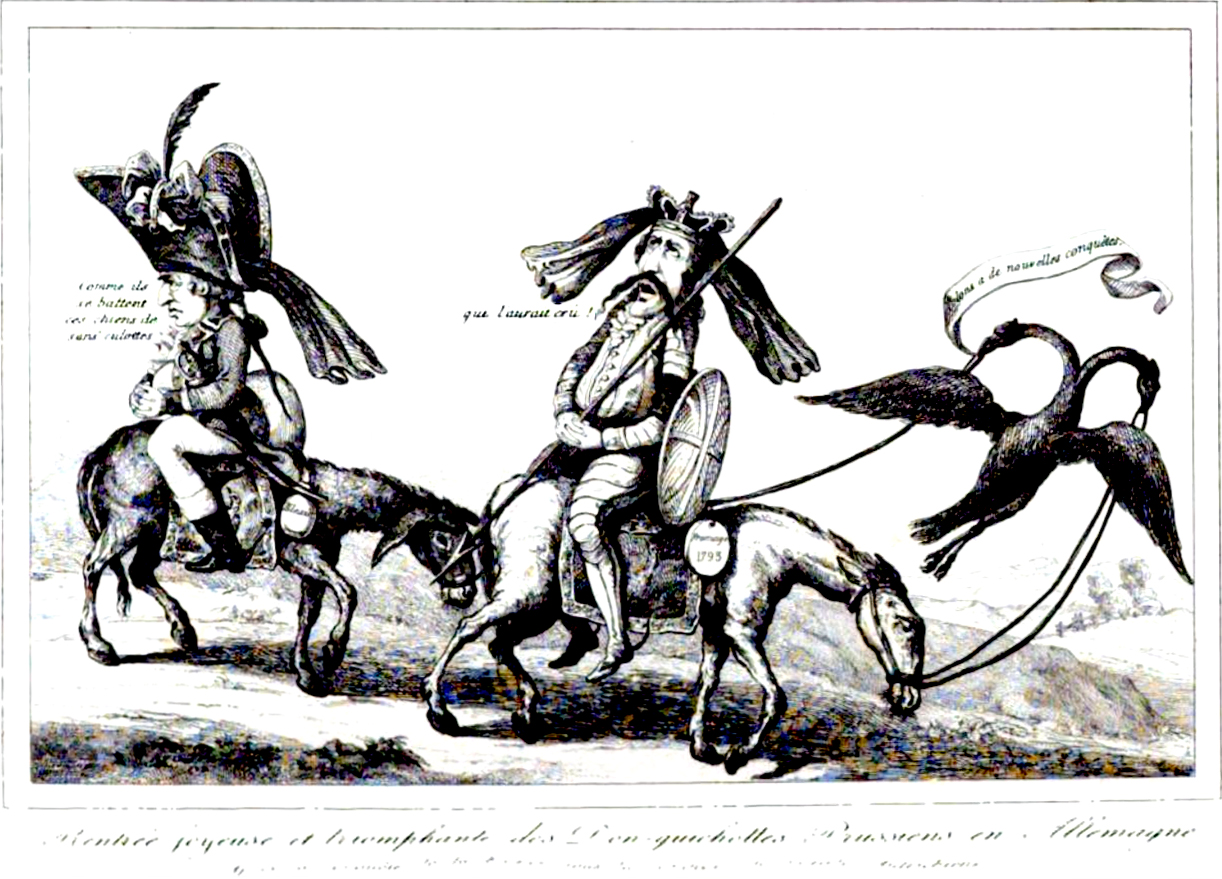
Caricatura caçoando do Rei da Prússia e dos emigrados.

Entre 1789 e 1800, cerca de 140.000 pessoas deixaram o território Francês devido às turbulências causadas pela Revolução Francesa desde o dia seguinte à Tomada da Bastilha em 14 de Julho de 1789. A maioria dos emigrados era partidária da monarquia absolutista: nobres, ricos burgueses ou prelados.[carece de fontes?] Alguns deles emigraram para combater a Revolução Francesa do exterior e outros para fugirem dos seus rigores.

## ARevolução Francesa(1789-1799)

### Adversários da Revolução
Desde 17 de Julho de 1789, o Conde de Artois, futuro Rei Carlos X de França, os Polignac, favoritos da Rainha Maria Antonieta, e alguns grandes senhores da Corte, foram os primeiros a passar para o exterior; o Marquês de Bouillé, todos os membros do Ministério de Broglie, Calonne, o Príncipe de Bourbon-Condé e a maior parte dos cortesãos não tardaram a segui-los. O Conde de Provence, futuro Rei Luís XVIII, deixou a França apenas na noite de 20 de Junho de 1791, a mesma noite em que o Rei Luís XVI tentou fugir de Paris e foi detido em Varennes.[carece de fontes?]

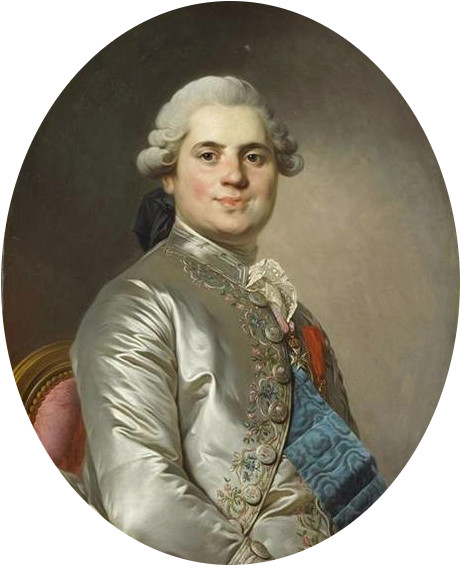
O Conde de Provence, figura maior da emigração.

A fanfaronice de Bouillé, que ameaçava Paris de destruição, declarando que nela não deixaria pedra sobre pedra, inflamou a passagem dos monarquistas para o estrangeiro. Estes estabeleceram abertamente escritórios, em Paris e nas principais cidades do país, para apressar a emigração. Seus jornais exageraram muito os preparativos das potências estrangeiras contra a França, o número de emigrantes reunidos nas fronteiras e predisseram com ênfase seu triunfo e a queda da Constituição de 1791.
Seguiu-se o exílio dos oficiais do exército e da marinha, assim como os padres que não aceitaram a Constituição Civil do Clero votada em 12 de Julho de 1790. A fuga e detenção do Rei Luís XVI em Varennes, no dia 21 de Junho de 1791, geraram uma nova onda de emigrantes. Estima-se que entre 1789 e o 10 de Agosto de 1792, data da tomada das Tulherias e da queda da monarquia na França, 30.000 pessoas abandonaram o país.[carece de fontes?]
Aqueles que emigraram mais tarde, na seqüência aos massacres das Tulherias e ao início do Terror, eram opositores da República vindos de todos os meios sociais: artesãos, comerciantes e inclusive um grande número de camponeses.[carece de fontes?]

### Zonas de estabelecimento
Os diversos locais dependem principalmente da proveniência geográfica do emigrante. Na verdade, as zonas de emigração foram variadas:
- a Inglaterra onde, devido ao afluxo de emigrantes franceses, o governo britânico autorizava a abertura de capelas católicas em Londres e também no sul do país, em Southampton, e nas ilhas anglo-normandas de Jersey e Guernesey.[carece de fontes?]
- a Suiça, principalmente em Neuchâtel, Friburgo, Berna e Bâle. Foram rescenseados 3.700 cidadãos franceses no cantão de Friburgo em 1793, dos quais dois terços de origem eclesiástica.[carece de fontes?]
- a Alemanha, em cidades como Hamburgo, Colônia e, sobretudo, na zona eleitoral de Tréveris.[carece de fontes?]
- a Espanha.[carece de fontes?]
- a Itália, principalmente em Trieste e Turim.[carece de fontes?]
- as colônias da América: onde Talleyrand residiu por alguns meses em 1794-95.[carece de fontes?]

A princípio recebidos favoravelmente pelas potências estrangeiras, os emigrantes franceses não tardaram, devido a sua suposta arrogância e exigências exageradas, a cansar seus anfitriões com freqüência foram expulsos das cidades e dos Estados que lhes haviam dado hospitalidade. Desta forma, perto do final do Diretório, havia bem poucas potências na Europa de onde os emigrados não acabaram por ser expulsos, tão grande era o desprezo existente contra eles, principalmente por haverem tomado em armas contra sua própria pátria.[carece de fontes?]

### Política do governo republicano
Se, em 1789 e 1790, era relativamente fácil fazer as malas mesmo com seus bens, prataria e ouro, isso tornou-se um pouco mais complicado a partir de 1791. As autoridades revolucionárias perceberam então que tratava-se de uma evasão de capital que poderia se mostrar nefasta para a economia nacional caso continuasse. Além disso, os emigrantes tornavam-se ameaçadores e formavam grandes aglomerações próximos às fronteiras. Estes ainda ameaçavam os que não favoreciam seus empreendimentos de confisco de bens e mesmo de suplícios. Diante deste movimento que se acentuava dia após dia, o Rei Luís XVI foi obrigado a tomar medidas para travá-los.[carece de fontes?]
Assim, leis foram votadas para restringir o poder de mobilidade dos possíveis emigrantes e, em 31 de Outubro de 1791, a Assembléia Legislativa, por decreto, ordenava que os emigrantes retornassem para a França até 1º de Janeiro do ano seguinte, sob pena de serem declarados rebeldes e privados de seus direitos.
Um segundo decreto, datado de 1º de Fevereiro de 1792, reestabelece a utilização de passaporte.
Como os príncipes recusaram-se a obedecer, em 9 de Fevereiro de 1792, a Assembléia Legislativa ordenou aos emigrantes que voltassem ao país, sob pena de pagar uma tripla contribuição. Ela declarava Traidores da Pátria todos os que se correspondiam com o Príncipe de Condé ou qualquer outro emigrante. Os funcionários públicos, guardas nacionais e inclusive soldados foram intimados a prender aqueles que tentassem sair do reino. Foi impedida toda exportação de espécie, ouro ou prata, armas, munições, veículos e cavalos.[carece de fontes?]
Medidas particulares foram tomadas contra os "cúmplices dos emigrantes"; foi ordenado o confisco dos bens dos emigrantes (30 de Março de 1792); depois a pena de morte para todo o emigrante "pego com armas na mão". Com efeito, na fronteira se aglomerava o que se convencionou chamar o Exército dos Príncipes, formado por monarquistas que esperavam a primeira oportunidade para derrubar a jovem República. Porém, mesmo antes das considerações puramente de segurança, "são, antes de mais nada, as contingências econômicas que determinam as perseguições levadas a cabo contra os emigrantes". A fuga desses emigrantes era, de alguma forma, controlada pelo Estado, para melhor apropriar-se de suas riquezas e transformá-las em bens nacionais.[carece de fontes?]
Depois da aceitação da Constituição pelo rei, a situação ficou menos rigorosa e o decreto de 1º de Agosto foi reestabelecido.[carece de fontes?]
Poucos emigrantes, no entanto, voltaram para a França e sua organização continuou na fronteira. A Assembléia Legislativa recorreu então a medidas severas: ela declarou suspeitos de complô contra a Pátria todos os franceses reunidos do lado de fora da fronteira; a pena de morte foi publicada contra eles, contra os príncipes e funcionários públicos estabelecidos fora do reino e contra todos aqueles que praticavam recrutamento para o exército realista.[carece de fontes?]

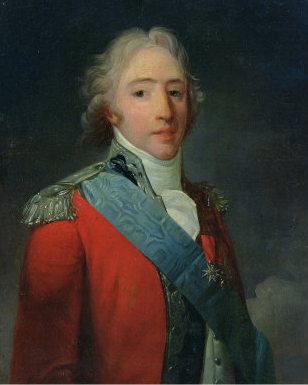
o Conde de Artois, futuro Carlos X de França.

Os emigrantes refugiaram-se em quase todos os países da Europa, mas sobretudo na Alemanha, Áustria, Rússia, Inglaterra, Nice, Turim e Coblença; um certo número ainda foi para o Canadá. No entanto, subvencionados pela Prússia e Áustria, terra natal da Rainha Maria Antonieta, eles logo levantaram um pequeno exército e, em meados de 1792, 4.000 dentre eles chegaram a Tréveris e reúniram-se aos prussianos. No mesmo ano, os emigrados devastaram a fronteira nordeste.
A Convenção respondeu em 22 de Outubro de 1792, banindo-os perpetuamente do território da República e condenando à morte os que tentassem voltar. Os emigrantes que fossem pegos com armas nas mãos já haviam sido condenados por um decreto precedente a uma pena idêntica e nove dentre eles foram guilhotinados na Praça de Grève. Ela ordenava ainda que aqueles que tivessem regressado à França que saíssem imediatamente do solo francês. Uma carta do Ministério do Interior provocou, na mesma época, a demolição de seus castelos.[carece de fontes?]
Depois da execução de Luís XVI, os emigrados proclamaram em Willengen, o delfim prisioneiro na Torre do Templo, como Rei de França e Navarra. A Convenção redobrou os rigores contra eles: aqueles presos na França eram executados no prazo de vinte e quatro horas, e aqueles presos no exterior armados ou não eram tratados da mesma maneira.[carece de fontes?]
Apesar dessas medidas, os realistas que haviam emigrado trabalhavam para suscitar distúrbios nos departamentos e os que estivessem em países estrangeiros esforçavam-se em desorganizar os exércitos franceses, participando de operações militares, na insurreição da Vendée, em desembarques na França, mas foram derrotados quando de seu desembarque em Quiberon, no 2 Termidor do Ano III.
Quando Robespierre caiu, muitos dos emigrantes retornaram para a França com o desejo de recolocar o filho de Luís XVI no trono. A morte do menino afundou suas esperanças [carece de fontes?], mas suas manobras fizeram com que fossem novamente expulsos do território francês, também por terem tomado parte nas insurreições contra a Convenção nas Jornadas do 1º Pradial e do 13 Vendemiário.
Sob o Diretório, foram também encontrados emigrantes entre os conspiradores do Golpe de Estado do 18 Fructidor do Ano V e, após uma série de leis e resoluções relativas a sua expulsão, a seu retorno e depois à sua eradicação parcial da lista dos emigrantes, chegou-se a medidas cada vez mais tolerantes, até sua total anistia pelo Primeiro Consul, Napoleão Bonaparte.

### Lista dos emigrantes
Em 1793, a Convenção fez inscrever o nome dos emigrantes por comuna em listas. Após a Batalha de Valmy, foi encontrado um livro de ordem, indicando os principais nomes do Exército de Condé.[carece de fontes?]
A Convenção decretou que este livro de ordem seria cotado e rubricado em cada página por dois secretários e que os comissários fariam o levantamento dos nomes dos emigrados, sendo esta lista impressa, afixada e enviada às municipalidades.
Em novembro de 1792, o nome de todos os emigrantes banidos foi inscrito aí. Nessa época, o "Moniteur Universel" publicou a lista dos que habitavam em Paris. Em fevereiro de 1795, tendo os deputados em missão listado aí cidadãos que não haviam preenchido as formalidades prescritas pela lei ou feito inscrever sobre esta lista pessoas que nela não se encaixavam, a Convenção decretou que, para o futuro, as inscrições e cancelamentos seriam submetidas a exame do comitê de legislação para serem firmados ou confirmados por ele.[carece de fontes?]
Em 25 de abril do mesmo ano, com o fim de impedir a entrada no solo francês de numerosos emigrantes, que conseguiam obter falsos certificados de residência, atestando sua condição de operário ou trabalhador, a Assembléia decidiu que a situação dos cancelamentos definitivos pronunciados por departamento até aquele dia pelo comitê de legislação seriam impressos e que não seriam mais feitos cancelamentos senão por decreto da Convenção Nacional através de relatório de seu comitê de legislação.[carece de fontes?]
A inscrição de um nome sobre esta lista (que contava no momento com 32.000 pessoas) equivalia a uma sentença de morte.[carece de fontes?]

### Leis e decretos sobre os emigrantes

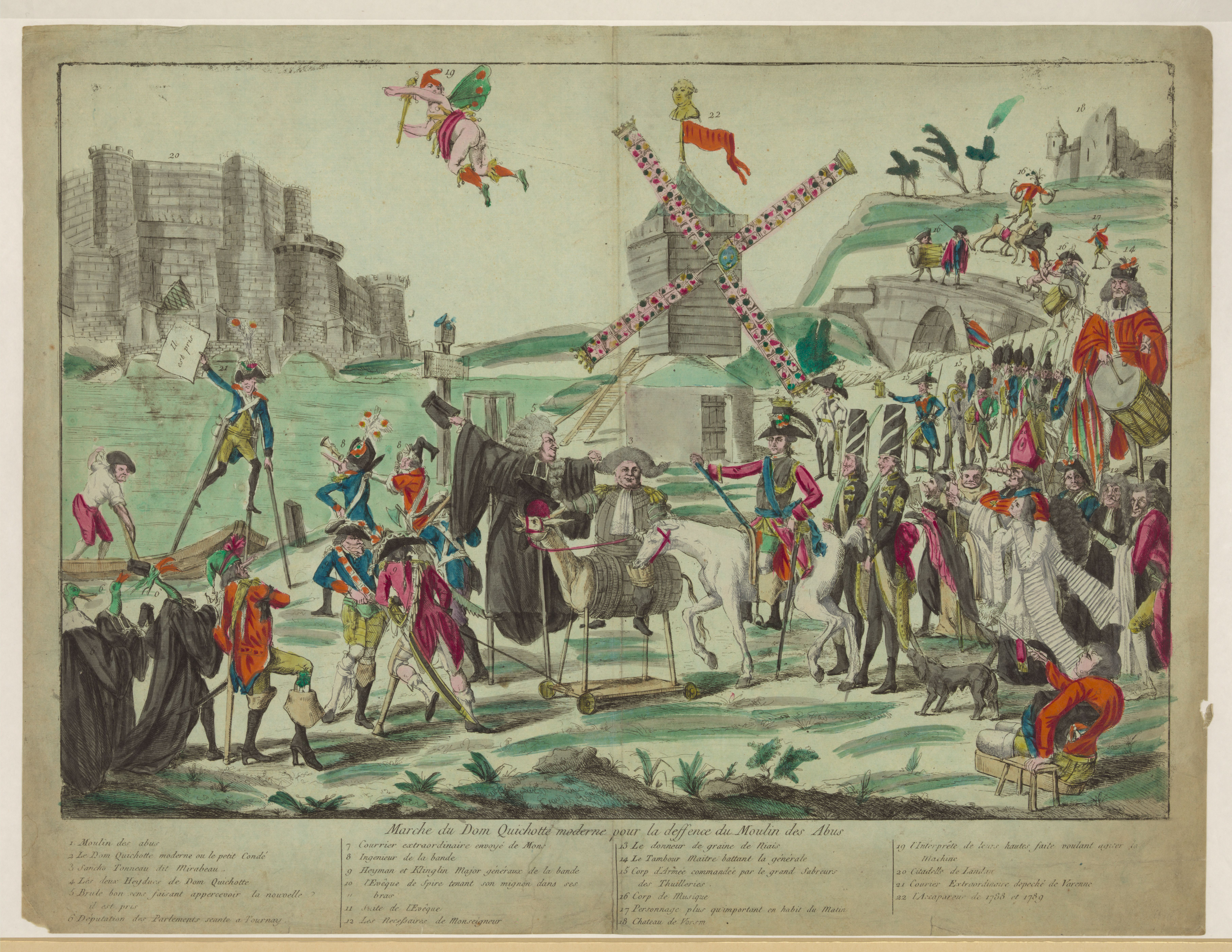
Marcha do Don Quixote moderno para a defesa do Moinho do Abuso ; caricatura anônima de 1791 mostrando o ríncipe de Condécomo Don Quixote acompanhado pelo Visconde de Mirabeau como Sancho Pança, cercados por um exército de contra-revolucionários na defesa do Moinho do Abuso, encimado por um busto de Luís XVI.

As atitudes hostis dos emigrantes logo levaram os legisladores a tomar uma série de medidas cada vez mais rigorosas a seu respeito. Apesar deste arsenal de leis e decretos contra eles, os emigrantes não cessaram, durante todo o tempo da Revolução, de conspirar audaciosamente contra a República.
- 28 de Junho de 1791 : a saída da França sem passaporte é proibida ;
- no mesmo ano, adota-se uma tripla tributação sobre seus bens ;
- 15 de Agosto de 1792 : no momento em que os austríacos cercam Thionville, a Assembléia Legislativa, convencida que o plano e a época desse ataque eram conhecidos há muito tempo em Paris, verdadeiro centro da conspiração dos emigrantes de Coblança, decreta, sobre proposta de Merlin de Thionville, na sessão de quarta-feira à tarde, 15 de Agosto de 1792, que as mulheres e filhos dos emigrantes, assim como Luís XVI, seriam considerados reféns ;
- 12 de Setembro de 1792 : decreto pronunciando seu cancelamento do estado de rendas e pensões ;
- 13 de Setembro de 1792 : decreto aplicando aos emigrantes a lei do 8 de Abril precedente sobre o sequestro de seus bens ;
- 14 de Setembro de 1792 : lei sobre o divórcio. A emigração é considerada como motivo para divórcio ;
- 7 de Outubro de 1792 : os emigrantes são liberados ao executor nas vinte e quatro horas seguintes ao seu julgamento ;
- 23 de Outubro de 1792 : os emigrantes são perpetuamente banidos do território da República e os que voltarem são punidos com a morte ;
- 28 de Março de 1793 : os cidadãos habitando as cidades rebeldes são considerados emigrantes e seus bens confiscados ;
- 5 de Março de 1794 : decreto equiparando aos emigrantes qualquer pessoa que lhes envie dinheiro ;

Sob o Terror, uma série de decretos atingiram os emigrantes : o sequestro de seus bens estendia-se até mesmo sobre os de seus parentes. Estes ficavam privados de suas liberdades, atingidos por taxações especiais e declarados incapazes de exercer funções públicas.
O Diretório conservou este rigor e uma enorme quantidade de decretos foram tomados com relação a eles e fixando o modo como seus nomes seriam inscritos ou erradicados das listas de emigrantes.

### Bens dos emigrantes

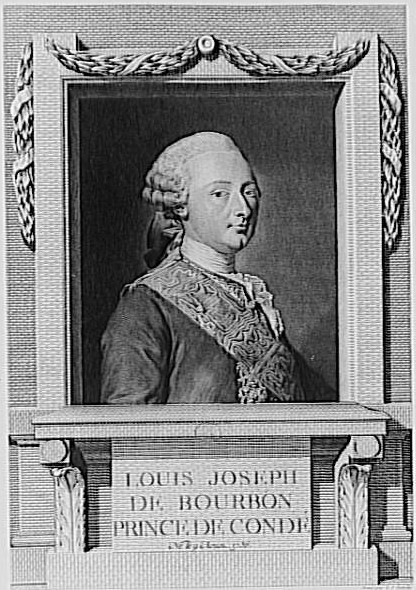
Luís de Bourbon-Condé, chefe do Exército dos Emigrantes.

Quando os monarquistas refugiados no estrangeiro recusaram-se a obedecer o decreto de 1791 que lhes ordenava de voltar à França antes de 1º de Janeiro de 1792, sob pena de morte e do confisco de seus bens. Estes bens foram juntar-se às propriedades do Clero e ao domínio real, já reunidos sob o nome de "Bens Nacionais".
Vários decretos surgiram sucessivamente nos anos seguintes, relativos à venda destes bens, à sua nacionalização, à aceleração de sua venda e ao depósito dos créditos, fundos e títulos pertencentes aos emigrantes. Seus bens móveis foram também declarados alienáveis e, assim como seus imóveis, declarados como adquiridos pela República, apesar das disposições dos parentes. Eram oferecidas recompensas àqueles que apontassem bens dos emigrantes porventura salvos do confisco, como também aos que descobrissem dinheiro e valores escondidos que a eles pertencessem.
Em 1793, os credores dos emigrantes passaram a ser declarados credores do Estado. Um grande número de regulamentos, formando toda uma legislação, foi adotado concernente aos emigrantes, aos depositários de seus bens e à liquidação de suas dívidas.
Em 26 de Abril de 1802, Napoleão Bonaparte em seu senatus-consulte, declarou que os emigrantes reentrariam na posse de seus bens que estivessem ainda nas mãos da Nação, com exceção das florestas e imóveis associados a algum serviço público ; quanto aos comprados até aquele dia como bens públicos, seus compradores permaneceriam proprietários sem serem molestados.

### O "Jornal dos Emigrantes"
Este jornal fornecia um quadro contendo os nomes dos emigrantes por departamento, o local de seu domicílio e a situação e universalidade de seus bens, cuja venda era ordenada por decreto pela Convenção.
Esta folha informativa estava sob a direção de um certo Lachevardière, que aproveitava-se de seu acesso a membros destacados da "Montanha" para apontar os proscritos. Ela desapareceu em 1793.

## ConsuladoePrimeiro Império

### O acordo e a volta dos pastores
Em 15 de Julho de 1801 (25 Messidor do Ano IX), foi assinado o acordo entre o governo francês e o papa Pio VII, que dizia respeito à Constituição Civil do Clero de 1790. Com efeito, em 1790, nos primórdios do movimento da Revolução Francesa, os eclesiásticos franceses foram obrigados a prestar juramento de fidelidade à Constituição, o que, de certa forma, fazia deles funcionários[carece de fontes?]. O Acordo ("Concordat") anula esse ato de 1790. O governo reconhecia assim que a religião católica apostólica romana era a religião da grande maioria dos cidadãos franceses (o que constitui o início do desaparecimento progressivo da "Igreja Galicana" na França) e que o papado voltaria a ser a fonte da instituição canônica porque voltaria a nomear os bispos. Neste contexto, os padres refratários emigrados ou refugiados no estrangeiro assinaram atos de submissão, aceitaram a nova organização da Igreja na França e voltaram ao país.[carece de fontes?]
O exemplo do Monsenhor d'Agoult de Bonneval: bispo de Pamiers (sul de Toulouse) em 1786 e depois presidente dos Estados de Foix, que migrou no começo da Revolução Francesa. Ele regressou à França depois de ser demitido de seu posto. Foi autor de numerosas brochuras e panfletos políticos e também conhecido por seus estudos econômicos. Em uma carta datada de 5 de Agosto de 1802, ele encaminhou sua submissão ao Consulado da França em Hamburgo nos seguintes termos : ""Charles, Constant, César, Loup, Joseph, Mathieu d'Agoult, antigo bispo de Pamiers, desejando voltar a minha pátria, declaro que estou na comunhão dos bispos da França, nomeados em execução do acordo feito entre o governo francês e Sua Santidade Pio VII, que serei fiel ao governo estabelecido pela Constituição e não manterei nem direta, nem indiretamente, qualquer ligação ou correspondência com os inimigos do Estado".

### O retorno dos emigrantes

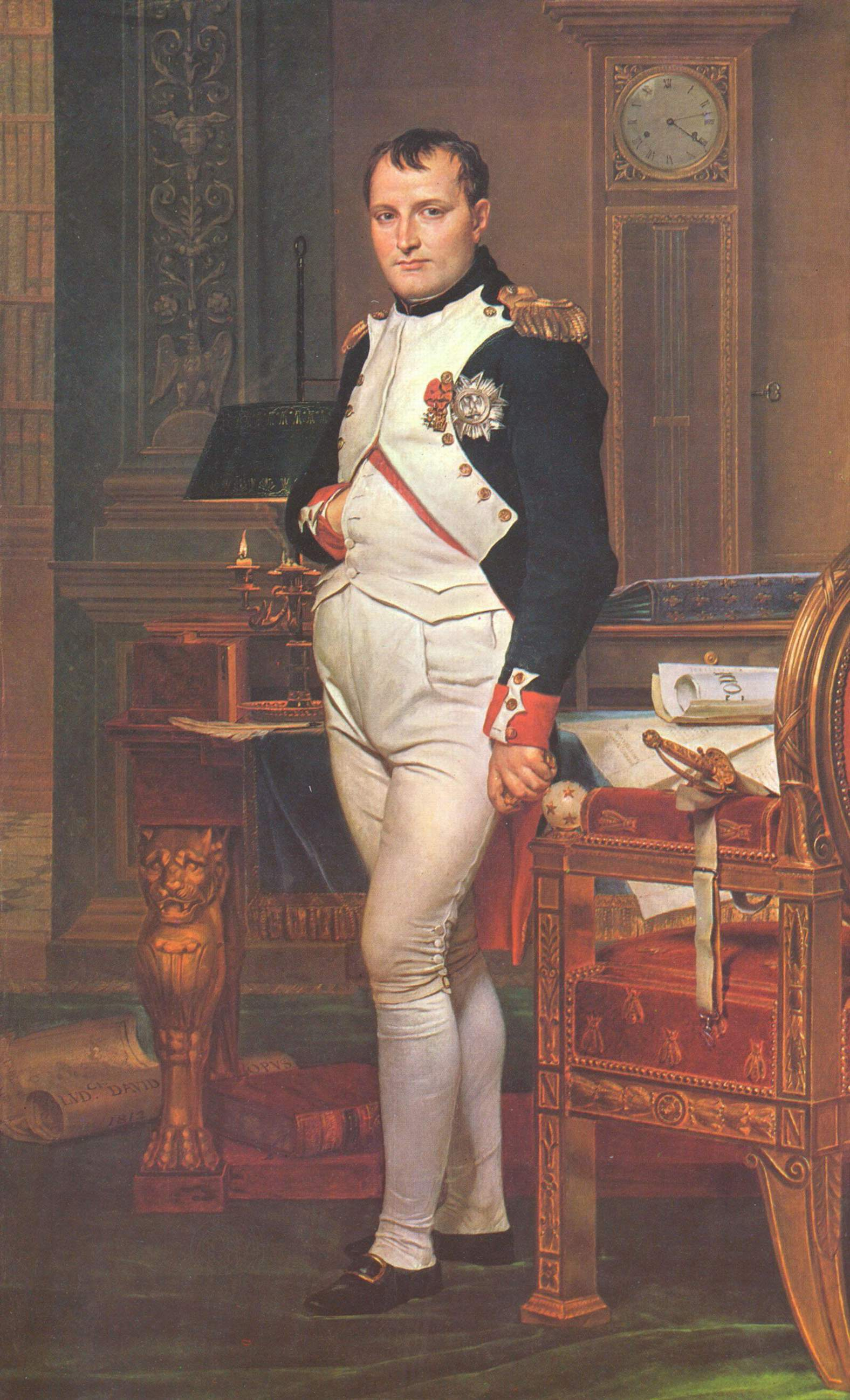
Napoleão Bonaparte, por Jacques-Louis David.

Sob o Consulado, a volta dos emigrados para a França se acelerou. Na verdade, Napoleão Bonaparte tinha por objetivo pôr um fim às divisões nascidas com a Revolução Francesa.[carece de fontes?]
O estabelecimento de certificados de residência já haviam favorecido uma primeira onda de retornos: estes certificados deviam permitir a distinção entre os emigrantes e os emigrantes presumíveis. Eles deviam ser assinados por testemunhas - as assinaturas eram, a seguir, autenticadas - e verificados pela autoridade municipal. Muitas vezes falsos e liberados com facilidade, eles permitiam a entrada de emigrantes clandestinos.
Durante o regime consular, muitas outras medidas de pacificação regularizaram esses retornos. A primeira, o decreto de 28 Vendemiário do Ano IX (19 de Outubro de 1800), permite aos franceses emigrados, que tivessem sido objeto de um cancelamento provisório ou definitivo (dos registros civis), voltar para a França. Em troca, eles deveriam jurar fidelidade dentro dos vinte dias seguintes à publicação do decreto. A lei dos reféns de 24 Messidor do Ano VII foi igualmente suprimida : esta lei permitia prender parentes dos emigrantes e os rebeldes culpados por levantes ou distúrbios.[carece de fontes?]

## ARestauração Francesa
O Primeiro Império Francês encabeçado por Napoleão I caiu em 6 de Abril de 1814. A partir de então, os emigrados retornaram, após duas décadas de ausência, junto com o poder monárquico da França: Luís XVIII, então exilado em Londres, subiu ao trono da França. Alguns emigrantes voltaram, mas não todos: a maior parte dos emigrantes permaneceram nos países que elegeram como domicílio, onde alguns faleceram.[carece de fontes?]
Os emigrantes que voltaram ao país exigiam a restituição de seus bens, confiscados durrante a Revolução Francesa. Carlos X regulamentou a questão destes bens nacionais, em 23 de Março de 1825, através de uma lei : trata-se de uma lei em favor dos emigrados da Revolução, que previa uma soma ligeiramente inferior a um bilhão de francos, que deveria ser repartida entre cinquenta mil nobres num espaço de cinco anos. Assim, esta lei permitiu regulamentar definitivamente o problema dos bens nacionais já que o Estado confirmou sua posse. Esta decisão provocaria a indignação da população.[carece de fontes?]